# Carabus roseni hemicalosoma
Carabus (Miomocarabus) roseni hemicalosoma – podgatunek chrząszcza z rodziny biegaczowatych i podrodziny Carabinae.
Takson ten został opisany w 1903 roku przez Andrieja Siemionowa-Tjan-Szanskiego jako niezależny gatunek Carabus hemicalosoma. Umieszczany był w podrodzaju Tachycarabus. Później obniżony został do rangi podgatunku Carabus roseni w podrodzaju Miomocarabus.
Chrząszcz palearktyczny, endemiczny dla Iranu. Lokalizacją typową są okolice Bodżnurd, niedaleko Gorganu w ostanie Chorasan w rejonie gór Kuh-e Budsznurd.